# András Tölcséres
András Tölcséres (Hungria, 28 de novembro de 1974) é um jogador de futebol húngaro que fez carreira na Alemanha.

## Biografia
Depois de passar pela equipe da equipe húngara Szegedi SC, Tölcséres mudou-se para a Alemanha, onde ingressou no FC Starnberg antes de se mudar para 1. FC Nürnberg II. Ele então passou a jogar para SG Quelle Fürth e 1. O FC Saarbrücken, antes de passar quatro anos no Regionalliga-Süd, equipou SSV Jahn Regensburg, marcando 37 golos em 120 jogos. Apenas uma temporada após a promoção de Regensburg para a Alemanha 2. Bundesliga, eles foram relegados de volta à Regionalliga. Tölcséres seguiu no êxodo em massa que muitos jogadores deixam. Ele então se juntou a outra equipe bávara, o FC Augsburg, a tempo para a temporada 2004-05, onde marcou dois gols em 20 partidas, doze das quais vindas do banco. Depois de quatro anos no FC Ingolstadt 04 ele se mudou para Türk. SV Ingolstadt como jogador-manager.